# トーマス・チャーチ
トーマス・チャーチ（Thomas Dolliver Church、1902年4月27日 - 1978年8月30日）はアメリカ合衆国の造園家、作庭家、環境デザイナー（ランドスケープアーキテクト）。
カリフォルニア大学のランドスケープ教育課程（西海岸）と、ハーバード大学のデザインスクール（東海岸）で学んだ最初のランドスケープアーキテクト。おもにアメリカ西海岸で、小規模な個人庭園を中心にデザイン活動を展開。革新的なデザインの庭園を次々生み出した。

## 人物像
ボストン生まれ。父は洗濯機を実用化した発明家で、母親は朗読家・声優で国語教師もつとめた人物で、母方の祖父はオハイオ州の最高裁判事。両親の離婚にともない、オハイオ、南カリフォルニアへと転居。庭造りは、母方の父が趣味で楽しんでいたもの。
カリフォルニア大学に入学した当初は法律学を専攻していたが、ランドスケープデザイン史の講義を聴講して興味を持ち、専攻を変更する。こうしてカリフォルニア大学バークレー校ランドスケープデザイン学科(当時は農学部)を卒業する。当時のバークレーでの教育は植物学など自然科学系の講義が幾つか必修で、2000種類もの植物識別を課していた。
その後ハーバード大学デザイン大学院に進学し、ランドスケープアーキテクチェア専攻修士課程修了。ハーバード修了時、シェルドンの奨学金を得て1926年から1年ほどヨーロッパを旅し、庭園文化の見識を深める。帰国後の1927年から2年間は、オハイオ州立大学講師として教壇に立ち、その後はサンフランシスコに移り、オークランドのフロイド・ミックのデザインスタジオに2年間勤務したのち、独立する。
1930年代の不景気の後、アメリカの生活スタイルをリードした雑誌『サンセット・マガジン』では、庭園と家庭環境の中に、芝生や樹木とテラスにバーベキューコーナーやブール、噴水といった庭園の諸要素を有機的に結合させた生活様式の開発を、チャーチらの協力を得て促進していった。これに関する作品として、チャーチが設計したサンセット社の見本庭園は、カリフォルニアのパル・アルトに現存している。この庭園は今も一般に広く開放されていて、庭園のみならず生活全般にわたってカリフォルニアのアウトドア・リビングのスタイルを提案している。チャーチがこのようにして設計者として成功した理由として、歴史的な事例等にとらわれず、常に新たなスタイルに着目して、その実践の多くは個人庭園で興味はもっぱら小規模な庭園にあったことがあげられている。特に敷地の原地形を生かした設計スタイルや、西海岸では既存樹であるブラック・オークを有効に活用するといった新しいガーデンスタイルを実践した。1933年、『カルフォルニアアート・アンド・アーキテクチャー』誌には、新しいデザインの慣習にのっとって、建築家と同じ土台にたって仕事をしよう、という声明文を発表した。また、著書「Gardens Are For People」で、デザインのアウトラインを統一、機能、簡単さ、比例といった4つの原則として示した。
こうして、1930年代後半から、土地や既存の樹木の可能性を最大限に生かした多くのデザインを個人庭園を中心に進めていった。
1951年、アメリカ建築家協会AIAから、芸術賞のメダルを受ける。1967年、雑誌「ハウスビューティフル」でオットー・クレンベラー、マルセル・ブロイヤーらと、現在の3賢人、として紹介される。1977年に引退。
仕事の大部分は住宅庭園であるが、そうした個人邸の庭園設計には特に秀作が多く、伝えられているとこのによれば、デザインした庭の数は2000以上に及ぶとされている。 設計監理を主とするデザイナーながら自身が設計した庭にひさびさに行くときは、剪定道具も持参して、庭の手入れをはじめるという。そうして庭園の手入れをしながら、施主と会話をし時間を過ごすということを実践していた。
初期に設計した庭は、均整美やアイストップ、軸線等を意識した新古典主義の構成でのものが多い。フレッチャー・スティールに出会って、木の大切さについて影響をうけ、作風が変化する。
また、アルヴァ・アールトデザインの家具や食器のアメリカ合衆国内の輸入代理店を請け負っていた。
なお、チャーチらの作風を、ルイス・マンフォードが後に「ベイ・エリア・スタイル」と名づけている。

## 作品
- サンセット・マガジン社の見本庭園（カリフォルニア）そのほかチャーチはサンセットのほか、ボナンザ、ハウスビューティフル、ハウス・アンド・ホーム等の雑誌を通じて一般の市民に、個人庭園の形やスケール、使い方、といった生活空間の提案を提起・啓蒙活動を展開している。
- パサティエンポ住宅地開発プロジェクト・ゴルフコミュニティ―南太平洋鉄道沿線の第二次大戦後の復員兵用住宅開発、ウィリアム・ウースターらと。カルフォルニア州サンタクルーズ、1931年
- 現代ランドスケープ展（サンフランシスコ美術館）出展作品「ホリディ」、ウィリアム・ウースターと。1937年
- サイバー邸　1937年
- サリバン邸庭園、サンフランシスコ、1938年
- カークハム邸庭園、サンフランシスコ、1948年
- ウィリアム・マイン二世邸庭園、カルフォルニア州ウッドサイド
- ドネル(ダーネル)邸庭園　ジョージ・ロックライズ、ローレンス・ハルプリンらと。彫刻はアダライン・ケント。カルフォルニア州ソノマ　1948年
- キューバのアメリカ大使館庭園
- デモインアートセンター
- ホテル・エル・パナマ キューバ・パナマ市
- メイヨー・クリニック庭園 ミネソタ州ロチェスター
- マーチン邸庭園　カルフォルニア州アプト、1948年
- マイヤー及クーン邸庭園　カルフォルニア州アプトスモントレー湾岸　1948年
- フィリップ邸庭園　カルフォルニア州ナパバリー　1954年
- ゼネラルモーターズ技術センター　エーロ・サーリネンらと。1950年
- ブローデル・リザーブの鏡池の庭　リチャード・ハーグほかと 1970年
- カリフォルニア大学のバークレー校、サンタクルス校、ハーヴェイマッド大学などの大学キャンパス、などの設計および監理。